# Quận của tỉnh Var
3 quận của tỉnh Var gồm:
1. Quận Draguignan, (quận lỵ: Draguignan) với 12 tổng và 58 xã. Dân số của quận này là 231.777 người năm 1990, 264.632 người năm 1999, tăng trưởng dân số là 14.18%.
2. Quận Toulon, (tỉnh lỵ của tỉnh Var: Toulon) với 22 tổng và 34 xã. Dân số của quận này là 497.116 người năm 1990, và 526.755 người năm 1999, tăng trưởng dân số là 5.96%.
3. Quận Brignoles, (quận lỵ: Brignoles) với 9 tổng và 61 xã. Dân số của quận này là 86.556 người năm 1990, và 107.054 người năm 1999, tăng trưởng dân số là 23.68%.